# Alcoolémie
L’alcoolémie ou éthanolémie est la concentration  d'alcool éthylique (éthanol) dans le sang,. Elle s'exprime généralement en grammes par litre (ou en milligrammes par 100 ml ou en millimoles par litre de sang). Ce n'est pas un taux, masse d'éthanol dans une masse de sang, exprimée souvent en g pour 100 g. Elle se mesure également, de façon indirecte, d'après la concentration d'alcool dans l'air expiré (il se mesure également en milligrammes par litre d'air).
Correspondance des valeurs : une concentration d'un gramme d'éthanol par litre de sang équivaut à 22 millimoles par litre de sang ou bien à un demi-milligramme d'éthanol par litre d'air expiré.

## Calcul approché de l'alcoolémie

### Calcul
Soit {\displaystyle T} l'alcoolémie approchée et {\displaystyle K} le coefficient de diffusion (0,7 pour l'homme et 0,6 pour la femme)
La densité relative de l'éthanol étant d'environ 0,8, on obtient alors :
{\displaystyle T={\frac {V\times p\times 0,8}{K\times m}}={\frac {10\times Ua}{K\times m}}}
Avec :
- V : le volume de boisson ingéré en ml ;
- p : le degré d'alcool de la boisson ingérée ;
- K : le coefficient de diffusion ;
- m : la masse de l'individu en kg ;
- Ua : nombre d'Unités d'alcool ingérées (défini par l'OMS comme 10 grammes d’alcool pur)

Il s'agit là de la formule de Erik Matteo Prochet Widmark qui consiste en une estimation de base pour les calculs d'alcoolémie.

### Exemple
Soit un individu ayant consommé 50 cl à 5 % (soit un « demi » servi en Belgique ou deux « demis » de bière en France), il y a trente minutes et à jeun.
{\displaystyle T={\frac {500\times 0,05\times 0,8}{0,6\times 55}}\approx 0,60\,g/L\;de\;sang}
{\displaystyle T={\frac {500\times 0,05\times 0,8}{0,7\times 80}}\approx 0,36\,g/L\;de\;sang}

## Facteurs métaboliques

### Absorption
À la suite de son ingestion, l'alcool est absorbé selon une vitesse qui dépend de différents facteurs, tels que :
- présence d'aliments dans l'estomac (effet retardateur) ;
- concentration en alcool de la boisson consommée (effet amplifiant) ;
- vitesse de consommation (effet amplifiant).

Environ 20 % de l'alcool est absorbé au niveau de l'estomac et les 80 % restants le sont au niveau de l'intestin grêle. L'absorption de l'alcool se fait par un processus physique basé sur la différence de concentration de part et d'autre de la membrane digestive.

### Distribution
L'alcool ne demeure pas confiné dans la circulation sanguine et se répartit dans l'ensemble des tissus de l'organisme ; l'alcool étant hydrophile, sa concentration dans un tissu dépend de sa teneur en eau.
Une fois absorbé, l'alcool se retrouve dans la circulation sanguine au niveau du système de la veine porte. De là, il suit la circulation sanguine : veine porte, veine cave inférieure, cœur droit, poumons, cœur gauche puis autres tissus.
À consommation égale d'alcool en une même période de temps, un homme aura un taux d'alcool sanguin moins élevé que la femme. Ceci s'explique par le fait que, généralement, ses masses corporelle et musculaire sont plus grandes que celles de la femme. Ainsi, l'alcool trouve davantage d'espace ou de volume de distribution dans le corps de l'homme (et ainsi demeure moins confiné au niveau sanguin).

### Élimination
Dès que l'on commence à absorber de l'alcool, l'organisme commence à l'éliminer. Lors de la phase de consommation, l'apport d'alcool est plus grand que ce que peut éliminer le corps. Par conséquent, l'alcoolémie augmente.
Une fois tout l'alcool absorbé, l'apport devient nul et l'élimination exerce son action. L'alcoolémie commence à redescendre. L'alcool est principalement éliminé par voie métabolique au niveau du foie par un système enzymatique appelé alcool déshydrogénase. Cette voie, responsable de l'élimination de plus de 90 % de l'alcool présent dans l'organisme, est par ailleurs rapidement saturée, de telle sorte que la vitesse d'élimination demeure constante ; on ne peut l'augmenter (ou la diminuer) par un quelconque autre moyen. Le taux d'élimination de l'alcool est en moyenne de 0,15 g par litre de sang et par heure (15 mg pour 100 ml et par heure). D'une personne à l'autre, le taux peut varier entre 0,10  et   0,25 g/l et par heure (10  et   25 mg pour 100 mL et par heure).

## Effets de l'alcool en fonction de l'alcoolémie
L'alcool agit principalement sur le système nerveux central, et provoque, dès que l'alcoolémie dépasse les 0,5 g/l (500 mg/1 000 mL) de sang, les effets suivants sur la plupart des sujets :
- rétrécissement du champ visuel ;
- augmentation de la sensibilité à l'éblouissement ;
- altération de l'appréciation de l'espace et notamment des distances ;
- diminution des réflexes et augmentation des temps de réaction à des situations imprévues. La durée moyenne du temps de réaction en conditions normales est évaluée à une seconde environ. Dès 0,5 g/L, ce temps de réaction atteint 1,5 seconde. Plus l'alcoolémie est élevée, plus le temps de réaction est allongé ;
- surestimation de ses capacités ; l'effet généralement euphorisant de l'alcool inhibe certains réflexes et peut induire des comportements périlleux ;
- intoxication sévère au-delà de 3 g/L, avec risque de coma éthylique élevé ainsi que risques d'hypothermie et d'hypoglycémie.
- à partir de 3,8 g/L, le sujet risque la mort. Au-delà de 5 g/L, la mort devient fortement probable.

Ces effets, lorsqu'ils sont présents chez un conducteur de véhicule, peuvent rendre la conduite plus dangereuse :
- si un obstacle survient, la mauvaise appréciation des distances, combinée à un retard dans le temps de réaction dû aux réflexes altérés, risquent de provoquer un freinage trop tardif ;
- l'effet euphorisant peut conduire à des prises de risques inconsidérés, comme rouler à une vitesse excessive, se montrer agressif envers les autres usagers, oublier de mettre la ceinture de sécurité ou le casque…

## Restrictions

### Prohibition
La vente d'alcool (et parfois celle d'autres produits euphorisants tels que le poppers) est restreinte dans de nombreux pays selon la qualité de l'acheteur :
- vente interdite aux mineurs, l'alcool ayant un effet néfaste sur le développement de l'enfant, c'est le cas en France, depuis 2009.
  - vente et consommation interdites aux moins de 21 ans aux États-Unis.
- vente et consommation interdites aux musulmans dans certains pays mais pas tous les pays musulmans
  - vente et consommation interdites aux musulmans mais autorisée aux non musulmans à Qatar, Abu Dhabi, Dubaï, Brunei et en Iran.

Certains pays ont même pratiqué ou pratiquent encore la Prohibition.
- vente et consommation interdites à tous en Mauritanie, au Koweït et en Arabie saoudite.

### Concentrations légales
Les comportements liés à l'alcool sont réprimés lorsqu'ils constituent un trouble à l'ordre public :
- l'ivresse publique et manifeste (ou ivresse sur la voie publique) ; cette appréciation du comportement n'implique pas de taux légal.
- la conduite sous l'emprise de l'alcool (ou de produits stupéfiants), car les défauts d'attention et de contrôle du véhicule peuvent causer des accidents.

Ce dernier point implique une limite légale au-delà de laquelle la conduite est interdite. Elle est le fruit du travail législatif.
Dans plusieurs pays comme la Hongrie et la République tchèque, la concentration légale d'alcool maximale au volant est tout simplement de 0 g par litre de sang.
En France, depuis 1995, la concentration légale est de 0,5 g d'alcool par litre de sang (ou 0,25 mg par litre d'air expiré), ce qui correspond approximativement à deux verres de vin. Dès lors, les cafetiers et restaurateurs sont tenus de servir des tailles standard de verre, mesurées en centilitres.
Ainsi, la formule approchée rappelée ci-avant donne, à titre tout à fait indicatif pour un homme ayant une masse de 80 kg, V = 58 cl pour une bière ou un cidre à 6 %, V = 28 cl pour un vin à 12,5 % et V = 8 cl pour un alcool à 43 %.
Pour les conducteurs de véhicules de transport en commun, la concentration légale est de 0,2 g d'alcool par litre de sang.
Pour les personnes qui ont un permis probatoire, le taux légal est de 0,2 g d'alcool par litre de sang. La réglementation s’applique à tous les jeunes conducteurs pendant trois ans après l’obtention du permis, deux ans si celle-ci est précédée d’un apprentissage par conduite accompagnée. Cette nouvelle réglementation pour les permis probatoires est entrée en vigueur le 1er juillet 2015, car il a été constaté que les accidents de la route sont la 1re cause de mortalité et de handicap des 18–25 ans et dans un quart de ces accidents, une alcoolémie excessive en est la cause. En outre, un conducteur novice a quatre fois plus de risque d'être impliqué dans un accident mortel, et les conducteurs novices sont impliqués dans 24 % des accidents mortels.
En Belgique, la concentration légale est de 0,5 g/l de sang ou 0,22 mg d'alcool par litre d'air expiré.
En Suisse, la concentration légale est de 0,5 g/l de sang ou 0,25 mg d'alcool par litre d'air expiré, depuis 2005. Auparavant, alors que la concentration légale était de 0,8 g/L, on dénombrait sur les routes suisses quelque 630 accidents par an avec blessés graves et quelque 80 accidents par an avec des morts où l'alcool entrait en jeu. Mais depuis 2005, ces moyennes ont respectivement chuté à 500 et 50 accidents.
Au Canada et au Royaume-Uni, la concentration légale est de 80 milligrammes d'alcool pour 100 millilitres de sang, ce qui correspond à 0,8 g d'alcool par litre de sang. Depuis le 5 décembre 2014, le taux légal en Écosse a été réduit à 50 milligrammes d'alcool pour 100 millilitres de sang.
En Suède, la concentration légale est de 0,2 g par litre de sang.

### Moyens de contrôle de l'alcoolémie
Les moyens de contrôle de l'alcoolémie sont[réf. nécessaire] :
- contrôle comportemental : il présente l'intérêt de détecter des troubles de comportement pouvant être dus à d'autres toxiques (médicaments, cannabis) ; il consiste en général en des tests d'équilibre (tenir un certain temps sur une jambe, marcher le long d'une ligne sur une certaine distance), et des tests d'appréciation des distances (se toucher le nez les yeux fermés en partant bras tendus) ; il n'est pas pratiqué en France ;
- éthylotest, ou alcootest : analyse semi-quantitative de l'air expiré par indicateur coloré (oxydation de l'alcool par le dichromate de potassium) ;
- éthylomètre électronique : analyse de l'air alvéolaire expiré par un détecteur semi-conducteur (sa résistivité varie en fonction de la quantité d'alcool adsorbée en surface) ou par une cellule qui compare les changements de hauteurs d'ondes envoyés par un émetteur IR ;
- analyse du taux plasmatique après prise de sang.

Ces deux derniers moyens de contrôle apportent une preuve de l'alcoolémie, ce qui peut donner suite aux sanctions appropriées, alors que l'éthylotest est utilisé pour détecter une alcoolémie supérieure au taux légal, et sera suivi par une mesure précise par prise de sang ou éthylomètre.
Certains usagers peuvent avoir une alcoolémie positive du fait d'un contrôle de l'air expiré après avoir pratiqué un bain de bouche d'une solution contenant de l'alcool sans l'avoir ingérée ; comme seul l'alcool ingéré a une incidence sur la conduite, des juridictions ont relaxé les conducteurs en cause.

### Sanctions

#### France
Les peines encourues en France pour une personne conduisant avec une certaine alcoolémie sont :
- pour une alcoolémie supérieure ou égale à 0,5 (soit 0,25 mg/L d'air) et inférieure à 0,8 g par litre de sang (contravention) : une amende maximale de 750 €, la perte de six points et éventuellement la suspension du permis de conduire[11] (article R. 234-1 du Code de la route) ;
- pour une alcoolémie supérieure ou égale à 0,8 g par litre de sang (délit) : jusqu'à deux ans d'emprisonnement, une amende pouvant atteindre 4 500 €, la confiscation du véhicule, la suspension du permis de conduire et la perte de six points (articles L. 234-1 et L. 234-2 du Code de la Route). En cas de récidive de ce même délit dans un délai de cinq ans, l'annulation du permis de conduire est prononcée de plein droit, elle est automatique[12].

En cas d'infraction plus grave (récidive, homicide involontaire), la peine encourue est, en plus des sanctions pénales, l'annulation du permis de conduire pour une durée pouvant atteindre dix ans. À noter également que la loi no 2011-267 du 14 mars 2011, dite Modèle:Nob romr, prévoit, en son article 74, la saisie automatique du véhicule pour récidive d'alcoolémie, sauf décision spécialement motivée du juge (article L. 234-12 du Code de la route). Toutefois, ces sanctions sont des plafonds qui, dans la pratique judiciaire et selon les avocats, ne sont jamais atteints.
Le refus de se soumettre à un dépistage de l'alcoolémie n'est pas une infraction ; c'est par contre un motif de vérification. Le refus de se soumettre à la vérification éthylométrique est un délit.

#### Québec
Les peines encourues au Québec pour une personne conduisant avec une certaine alcoolémie.
- Toute personne ayant un permis d'apprenti-conducteur, probatoire, restreint ou qui a la restriction I est soumise à la règle du « zéro alcool », qui interdit de conduire après avoir consommé de l'alcool. Si elle ne se conforme pas à cette règle, son permis (ou le droit d'en obtenir un) sera suspendu sur-le-champ pour une période de 90 jours.
- Il en va de même pour toute personne ayant une alcoolémie supérieure à 0,8 g/l (80 mg d'alcool par 100 mL de sang) : son permis (ou le droit d'en obtenir un) sera suspendu sur-le-champ pour une période de 90 jours.
- Si une personne refuse de fournir un échantillon d'haleine ou de sang à la demande d'un policier : son permis (ou le droit d'en obtenir un) est suspendu sur-le-champ pour une période de 90 jours, et le véhicule que conduit la personne est saisi, remorqué sur-le-champ et gardé à la fourrière pour une période de 30 jours.
- Pour une alcoolémie supérieure à 160 mg d'alcool par 100 ml de sang, le véhicule que conduit la personne est saisi, remorqué sur-le-champ et gardé à la fourrière pour une période de 30 jours.

#### Suisse
En Suisse, la limite d'alcool est fixée à 0,5 g/L (taux sanguin), un taux égal ou supérieur engendre des sanctions administratives ou pénales. En cas d'ébriété « non qualifiée », entre 0,5 g/L et 0,8 g/L, un avertissement est donné et un retrait de permis de un mois au minimum peuvent être prononcés en cas de cumul d'infraction légère ou de récidive. Lors d'une ébriété dite « qualifiée », un retrait de permis de trois à six mois au minimum sera prononcé.
Les transporteurs professionnels, élèves conducteurs et détenteurs d'un permis à l'essai (pendant deux ans après la réussite de l'examen pratique) sont interdits de conduire sous l'influence de l'alcool. Une marge de 0,05 mg/L est admise en raison de la fermentation naturelle de certains aliments.